# Ільїнка (Учалинський район)
Ільї́нка (рос. Ильинка, башк. Ильинка) — присілок у складі Учалинського району Башкортостану, Росія.
Населення — 173 особи (2010; 173 в 2002).
Національний склад:
- башкири — 82%